# Tipula cladacantha
Tipula cladacantha är en tvåvingeart som beskrevs av Alexander 1945. Tipula cladacantha ingår i släktet Tipula och familjen storharkrankar. Inga underarter finns listade i Catalogue of Life.